# Рондинелли, Бобби
Бо́бби Рондине́лли (англ. Bobby Rondinelli; 27 июля 1955, Бруклин, Нью-Йорк) — американский барабанщик. Известен своей работой в группах, играющих «тяжёлую» рок-музыку, включая Black Sabbath, Rainbow, Doro, Quiet Riot, Scorpions, Blue Öyster Cult и др.
Впервые сел за ударные в 11 лет, в 13 уже играл на школьных танцах и различных вечеринках. Через год, вместе с братом Тедди Боб создаёт группу Tusk.
Стал известен после того как в 1980 году заменил в Rainbow Кози Пауэлла. Как и Кози, Боб использовал двойной бас-барабан. Ричи Блэкмор тогда сказал про него: «Мне доводилось видеть, как он играет. У него есть достаточно „животного инстинкта“. А как он жёстко дубасит по барабанам! Боб чертовски техничен, к тому же сам даёт уроки игры на ударных. А я уверен — очень важно знать, как нужно правильно играть на барабанах. Я увидел его на Лонг-Айленде в маленькой группе Samantha. Боб играл на чьей-то ударной установке, которая прямо таки разваливалась на части, и я сразу определил, что он — отличный барабанщик. Его хотели взять к себе Kiss, но он решил играть музыку, которую всегда любил, вместо того, чтоб выступать в Kiss ради денег». C Рондинелли группа записала 2 альбома, но из-за разногласий Блэкмор решает уволить Рондинелли в конце 1982 года, хотя из-за проблем с заменой Бобби задержался в группе до 1983 года.
В середине 80-х Бобби создает собственный коллектив — Rondinelli. В составе группы были: его брат Тедди Рондинелли (гитара и вокал), Рэй Гиллен (вокал) и Джеймс Ломенцо (бас).
Выпустил книгу «The Encyclopedia of Double Bass Drumming» — учебное пособие по технике игры с двумя бас-барабанами.
C 2013 года участник группы Axel Rudi Pell

## Дискография
Rainbow
- Difficult to Cure (1981)
- Straight Between the Eyes (1982)
- Finyl Vinyl (1986) (Rondinelli features on several tracks)

Quiet Riot
- Terrified (1993)

Black Sabbath
- Cross Purposes (1994)
- Cross Purposes Live (1995)

Sun Red Sun
- Sun Red Sun (1995)
- Lost Tracks (1999)
- Sunset (2000)

Dali Gaggers
- Just ad Nauseam (1998)
- Confessions of a Spooky Kid (1998)

Rondinelli
- Wardance (1985)
- Our Cross, Our Sins (2002)

Blue Öyster Cult
- Heaven Forbid (1998)
- Curse of the Hidden Mirror (2001)
- A Long Day's Night (2002)

Riot
- Through the Storm (2002)

Doro
- Force Majeure (1989)

The Lizards
- Rule (2003)
- The Live ! (2005)
- Cold Blooded Kings (2005)
- Against All Odds (2006)
- Archeology (2008)

Axel Rudi Pell
- Into The Storm (2013)
- Game of Sins (2016)

## Ударная установка Бобби Рондинелли
- Тарелки Paiste
- Двойная педаль (кардан): Axis A Double
- Рама: Gibraltar Hardware